# Maria Santissima della Confusione
Il culto di Maria Santissima della Confusione ebbe inizio nella provincia di Trapani, e da qui si è esteso, in parte, alla vicina provincia di Palermo.

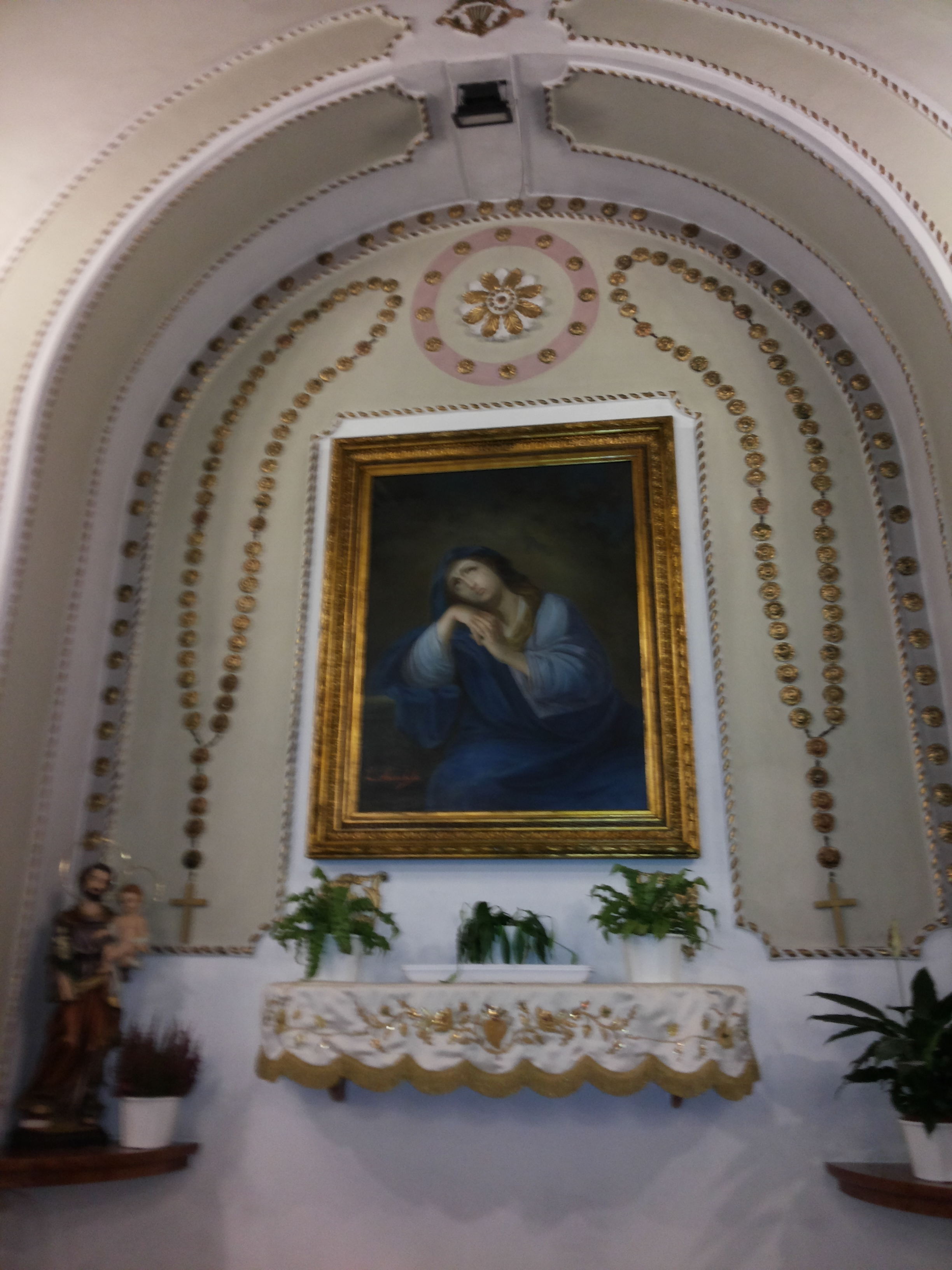
Madonna della Confusione, chiesa di Sant'Anna (Alcamo)

## Origine del nome
Maria Santissima della Confusione, che viene venerata dai Frati Minori Cappuccini di Salemi, è una splendida tela realizzata da  Fra Felice da Sambuca nel XVIII secolo; vi è rappresentata una Madonna in lacrime, con intorno i simboli della Passione di Gesù: la lancia, la spugna dell’aceto, i chiodi e la colonna della flagellazione di Gesù.
Il titolo Madonna della Confusione, riferito a Maria, manifesta lo stato di smarrimento, di confusione, che prende una persona quando è vittima di un forte dolore. Maria, discepola di Gesù fino alla sua passione, ci mostra come una mamma resta confusa, cioè afflitta e smarrita, dinnanzi alla dolorosa morte di un figlio.
Il termine Confuso deriva dal latino cum e fixus, quindi con-fisso, appeso-con, ma anche da cum-flictus, con-flitto, da cui deriva pure il termine afflitto, ovvero confitto, di una persona picchiata con forza, messa in croce con violenza, assieme al suo Figlio.
Anche in questo si identifica a Gesù in quanto si fonde con Lui, cum-fusio, si fonde (è lo struggersi per fondersi) e per questo soffre con Lui e sale sulla Croce, (juxta crucem lacrimosa nello Stabat Mater di Jacopone da Todi).
L'uomo si rivolge a Lei in ogni momento di smarrimento, perché Lei è la mediatrice tra noi e Dio, tramite suo Figlio, e ci può aiutare nelle difficoltà che la vita ci presenta.

## Devozione
La devozione a Maria Santissima della Confusione è iniziata e si è estesa soprattutto nei conventi dei Cappuccini.
A Salemi la festa ha luogo l’ultima domenica di agosto da quasi tre secoli: la magnifica tela della Madonna della Confusione è portata in processione lungo le strade della cittadina. Anche se non è la patrona di Salemi, è molto venerata dalla gente.
La devozione alla Madonna è molto viva anche a Marsala, nel convento e nella chiesa dei Cappuccini dedicata alla Madonna della Confusione; l’immagine rappresenta una Madonna Addolorata con il capo piegato un poco a destra, le dita incrociate e gli occhi un po' socchiusi;  su un piccolo tavolo davanti a essa, sono deposti i chiodi della crocifissione.
A Partanna nella chiesetta accanto al Convento dei Cappuccini,  dedicata a Sant'Andrea apostolo, si trovava una preziosa tela della Madonna della Confusione che fu rubata dopo che il terremoto del Belice del 1968 ha danneggiato la chiesetta. 
L’immagine era simile alle altre icone: la Madonna ha la testa piegata a sinistra, le dita incrociate sul petto e un manto che le scende giù.
Ad Alcamo, nella chiesa di Sant'Anna, si trova un dipinto su tela del 1916 opera dell'alcamese Leonardo Mirabile, che raffigura Maria Santissima della Confusione. Tale dipinto è una copia di un dipinto di Giuseppe Renda dedicato all'Addolorata, che si trovava nella chiesa di Santa Maria di Gesù, da dove venne rubato nel 1979.
Si trovano anche icone della Madonna della Confusione nei conventi o ex conventi dei Cappuccini di Erice, Mazara del Vallo, Trapani. In provincia di Palermo: a Giuliana e a Palermo Boccadifalco ove il culto nasce come protettrice delle donne partorienti.